# Díjugratás
A díjugratás talán a világ egyik legkedveltebb lovassportága. Ahhoz, hogy egy ló jó eredményeket érjen el díjugratás kategóriában, hátsó lábainak, valamint farának erősnek kell lennie, hogy a megfelelő lendület meglegyen, valamint az ugrásnak jó legyen az íve, és hogy fönt maradjanak a rudak. Természetesen azt, hogy egy ló milyen sportra alkalmas a genetikája, testalkata és karaktere határozza meg. A későbbi sportló egészségét a csikókori tartása alapozza meg (bőséges, jó minőségű táplálék, szabad tér a mozgáshoz, megfelelő orvosi kontroll és a jó patkolás.)
A csikók megfelelő kiképzése során fontos 2-3 hónapos pihenőidők biztosítása, ilyenkor a ló vázszerkezete (csontok, inak, ízületek, izmok) regenerálódnak, erősödnek. Valamint figyelni is egyre hosszabb ideig tud. A csikókiképzés hosszú évek munkája, esetenként 3-5 év is eltelik, mire kiderül, alkalmas-e erre a sportra.
A díjugratás rekordját egy Huaso nevű lóval állították fel. 2,47 métert ugratott át Huaso, 1949. február 5-én, Chilében.

## Az ugróló
Az ugrólónak szánt lovak ugróképzését 2-4 éves kor közt kezdik el, a ló engedelmességétől, és ügyességétől függően. Első alkalmakkal ló és lovasa domboldalakon másznak föl, és ereszkednek le, amitől a ló hátsó izomzatai megerősödnek, és a lóból jó ugró lesz. Ezután a járóiskola következik.A járóiskola (vagy angolul "cavaletti") egymástól (meghatározott) egyenlő távolságra lefektetett rudak összefoglaló neve. Ezeken a rudakon a ló lépésben, ügetésben, és vágtában halad át. Később a rudakat ugróakadàlyba teszik, hogy a lónak magasabbra kelljen emelnie a lábát. Egy bizonyos magasságnál a lónak már ugrania kell. Hamar megtanulják, hogyha beverik a lábukat a rúdba, az fájdalommal járhat, többségük igyekszik óvatos lenni. 
Az ugróló kiképzésének legfontosabb alapja az idomítottság, tehát az, hogy a lovas segítségadásaira helyesen reagáljon, átengedő legyen, megtegye, amit lovasa kér. Ha a síkmunka, az idomítottság megfelelő, az ugrásra való felkészítés ekkor kezdődhet.

## A lovas öltözéke
A lovas viseletét általában egy fehér póló, blúz, valamint egy fekete zakó teszi ki felül. Kötelező kobak viselése, ami lehet fekete és barna is, ezek közül a színek közül választhat a lovas. A nadrágjának fehérnek kell lennie, valamint a csizmájának a kobakkal megegyező színűnek. Pálca használata nem kötelező, de a lovasok legtöbbje használ. Ennek rövid pálcának kell lennie, nem díjlovasnak. Fontos, hogy fekete legyen. A női lovas a haját kontyba fogja, vagy lófarokba, bár az előbbi sokkal kedveltebb forma.
Gyakorlás céljából normál lovaglóöltözék javasolt, hogy a versenyre a versenyöltözék tiszta legyen. Ajánlott kobak és gerincvédő használata, bár ha tapasztaltabbak vagyunk, utóbbi kimaradhat.
A kobak ma már kötelezően 5 pontos, ez az állszíj rögzítéseinek száma, és a fehértől a sötétkéken át, sok színben kapható. A zakó is többféle színű, anyagú, fazonú lehet, leggyakoribb a fekete, kék, piros, de egyes istállók a saját színeikbe öltöztetik lovasaikat. (Pl a Szaudi lovasok bordóban versenyeznek). A pálca hosszúsága max 60 cm lehet.

## Díjugrató nyereg
A díjugrató nyereg hasonló ugyan, mint a szimpla univerzális, mégis van, amiben ez különbözik. A díjugrató nyereg egy nagyobb térdtámasszal rendelkező nyereg, színe lehet barna vagy fekete is. A helyes ülés során a lovas az ülőcsontján ül, válla-csípője-sarka egy vonalban van, ugrás közben egyformán terheli mindkét kengyelt, térdével és combjával támaszkodik és tartja egyenesen lovát az ugrás  fölött. A helyes ülés elsajátításában rengeteg kengyel nélküli síkmunka segíthet.
A túl nagy térdtámasz esetenként akadályozza a lovast a megfelelő lábtartásban.
Normál univerzális nyereggel is lehet ugratni, a lovas érdekében a díjugró nyereg ajánlott.
A kantár egy olyan eszköz, amely a ló szája és a lovas keze közötti kapcsolatot lehetővé teszi. Többféle kantár létezik, általánosságban elmondható, hogy a kantár homlok, pofa, orr és állszíjból áll, ehhez van rögzítve a zabla valamint a szár, amelyet a lovas a kezében tart. A rengeteg féle zablának külön irodalma van, a megfelelő kiválasztása nagyban befolyásolja a lovaglás sikerességét.

## Hazai eredmények
Magyarországon  olimpiai díjugrató érmét (bronz) Platthy József szerezte az 1936-os berlini olimpián, Sellő nyergében.
Túri József díjugrató olimpián hatodik helyen végzett.